# Coppa del Mondo di slittino 2009
La Coppa del Mondo di slittino 2008/09, trentaduesima edizione della manifestazione organizzata dalla Federazione Internazionale Slittino, ebbe inizio il 29 novembre 2008 ad Igls, in Austria, e si concluse il 21 febbraio 2009 a Whistler, in Canada. Furono disputate trentadue gare, nove nel singolo uomini, nel singolo donne e nel doppio e cinque nella gara a squadre in nove differenti località. Nel corso della stagione si tennero anche i Campionati mondiali di slittino 2009 a Lake Placid, negli Stati Uniti d'America, competizione non valida ai fini della Coppa del Mondo.
Le coppe di cristallo, trofeo conferito ai vincitori del circuito, furono assegnate all'italiano Armin Zöggeler per quanto concerne la classifica del singolo uomini, la tedesca Tatjana Hüfner conquistò il trofeo del singolo donne, la coppia azzurra formata da Christian Oberstolz e Patrick Gruber si aggiudicò la vittoria del doppio e la Germania primeggiò nella classifica della gara a squadre.

## Risultati
| Data                | Località        | Nazione  | Specialità       | Primi classificati                                                    | Secondi classificati                                                   | Terzi classificati                                                               |
| ------------------- | --------------- | -------- | ---------------- | --------------------------------------------------------------------- | ---------------------------------------------------------------------- | -------------------------------------------------------------------------------- |
| 29-30 novembre 2008 | Igls            | Austria  | Donne – Singolo  | Tatjana Hüfner Germania                                               | Natalie Geisenberger Germania                                          | Anke Wischnewski Germania                                                        |
| 29-30 novembre 2008 | Igls            | Austria  | Uomini – Singolo | Andi Langenhan Germania                                               | David Möller Germania                                                  | Armin Zöggeler Italia                                                            |
| 29-30 novembre 2008 | Igls            | Austria  | Uomini – Doppio  | Gerhard Plankensteiner Oswald Haselrieder Italia                      | Andreas Linger Wolfgang Linger Austria                                 | Tobias Schiegl Markus Schiegl Austria                                            |
| 6-7 dicembre 2008   | Sigulda         | Lettonia | Donne – Singolo  | Tatjana Hüfner Germania                                               | Natalija Jakušenko Ucraina                                             | Anke Wischnewski Germania                                                        |
| 6-7 dicembre 2008   | Sigulda         | Lettonia | Uomini – Singolo | Albert Demčenko Russia                                                | Armin Zöggeler Italia                                                  | David Möller Germania                                                            |
| 6-7 dicembre 2008   | Sigulda         | Lettonia | Uomini – Doppio  | Christian Oberstolz Patrick Gruber Italia                             | Andreas Linger Wolfgang Linger Austria                                 | Peter Penz Georg Fischler Austria                                                |
| 7 dicembre 2008     | Sigulda         | Lettonia | Gara a squadre   | Austria Daniel Pfister Nina Reithmayer Andreas Linger Wolfgang Linger | Germania David Möller Tatjana Hüfner Tobias Wendl Tobias Arlt          | Stati Uniti Bengt Walden Ashley Hayden Mark Grimmette Brian Martin               |
| 13-14 dicembre 2008 | Winterberg      | Germania | Donne – Singolo  | Natalie Geisenberger Germania                                         | Tatjana Hüfner Germania                                                | Anke Wischnewski Germania                                                        |
| 13-14 dicembre 2008 | Winterberg      | Germania | Uomini – Singolo | Armin Zöggeler Italia                                                 | David Möller Germania                                                  | Johannes Ludwig Germania                                                         |
| 13-14 dicembre 2008 | Winterberg      | Germania | Uomini – Doppio  | Christian Oberstolz Patrick Gruber Italia                             | Tobias Schiegl Markus Schiegl Austria                                  | Patric Leitner Alexander Resch Germania                                          |
| 14 dicembre 2008    | Winterberg      | Germania | Gara a squadre   | Germania David Möller Tatjana Hüfner Patric Leitner Alexander Resch   | Austria Daniel Pfister Nina Reithmayer Tobias Schiegl Markus Schiegl   | Stati Uniti Bengt Walden Ashley Hayden Christian Niccum Dan Joye                 |
| 3-4 gennaio 2009    | Königssee       | Germania | Donne – Singolo  | Tatjana Hüfner Germania                                               | Natalie Geisenberger Germania                                          | Anke Wischnewski Germania                                                        |
| 3-4 gennaio 2009    | Königssee       | Germania | Uomini – Singolo | Armin Zöggeler Italia                                                 | David Möller Germania                                                  | Felix Loch Germania                                                              |
| 3-4 gennaio 2009    | Königssee       | Germania | Uomini – Doppio  | Patric Leitner Alexander Resch Germania                               | Tobias Wendl Tobias Arlt Germania                                      | Andreas Linger Wolfgang Linger Austria                                           |
| 4 gennaio 2009      | Königssee       | Germania | Gara a squadre   | Germania David Möller Tatjana Hüfner Patric Leitner Alexander Resch   | Austria Daniel Pfister Nina Reithmayer Andreas Linger Wolfgang Linger  | Italia Armin Zöggeler Sandra Gasparini Gerhard Plankensteiner Oswald Haselrieder |
| 9-11 gennaio 2009   | Cesana Torinese | Italia   | Donne – Singolo  | Tatjana Hüfner Germania                                               | Natalie Geisenberger Germania                                          | Nina Reithmayer Austria                                                          |
| 9-11 gennaio 2009   | Cesana Torinese | Italia   | Uomini – Singolo | Armin Zöggeler Italia                                                 | Felix Loch Germania                                                    | Daniel Pfister Austria                                                           |
| 9-11 gennaio 2009   | Cesana Torinese | Italia   | Uomini – Doppio  | Christian Oberstolz Patrick Gruber Italia                             | Gerhard Plankensteiner Oswald Haselrieder Italia                       | Andris Šics Juris Šics Lettonia                                                  |
| 17-18 gennaio 2009  | Oberhof         | Germania | Donne – Singolo  | Tatjana Hüfner Germania                                               | Natalie Geisenberger Germania                                          | Anke Wischnewski Germania                                                        |
| 17-18 gennaio 2009  | Oberhof         | Germania | Uomini – Singolo | Jan Eichhorn Germania                                                 | Felix Loch Germania                                                    | David Möller Germania                                                            |
| 17-18 gennaio 2009  | Oberhof         | Germania | Uomini – Doppio  | Tobias Wendl Tobias Arlt Germania                                     | Patric Leitner Alexander Resch Germania                                | André Florschütz Torsten Wustlich Germania                                       |
| 18 gennaio 2009     | Oberhof         | Germania | Gara a squadre   | Germania Jan Eichhorn Natalie Geisenberger Tobias Wendl Tobias Arlt   | Austria Martin Abentung Nina Reithmayer Andreas Linger Wolfgang Linger | Stati Uniti Bengt Walden Erin Hamlin Mark Grimmette Brian Martin                 |
| 24-25 gennaio 2009  | Altenberg       | Germania | Donne – Singolo  | Natalie Geisenberger Germania                                         | Tatjana Hüfner Germania                                                | Anke Wischnewski Germania                                                        |
| 24-25 gennaio 2009  | Altenberg       | Germania | Uomini – Singolo | Armin Zöggeler Italia                                                 | Felix Loch Germania                                                    | David Möller Germania                                                            |
| 24-25 gennaio 2009  | Altenberg       | Germania | Uomini – Doppio  | Christian Oberstolz Patrick Gruber Italia                             | Patric Leitner Alexander Resch Germania                                | Andreas Linger Wolfgang Linger Austria                                           |
| 23 gennaio 2009     | Altenberg       | Germania | Gara a squadre   | Germania David Möller Natalie Geisenberger Tobias Wendl Tobias Arlt   | Canada Samuel Edney Alex Gough Chris Moffat Mike Moffat                | Italia David Mair Sandra Gasparini Christian Oberstolz Patrick Gruber            |
| 13-15 febbraio 2009 | Calgary         | Canada   | Donne – Singolo  | Tatjana Hüfner Germania                                               | Natalie Geisenberger Germania                                          | Veronika Halder Austria                                                          |
| 13-15 febbraio 2009 | Calgary         | Canada   | Uomini – Singolo | Armin Zöggeler Italia                                                 | Felix Loch Germania                                                    | Albert Demčenko Russia                                                           |
| 13-15 febbraio 2009 | Calgary         | Canada   | Uomini – Doppio  | Christian Oberstolz Patrick Gruber Italia                             | Peter Penz Georg Fischler Austria                                      | Gerhard Plankensteiner Oswald Haselrieder Italia                                 |
| 20-21 febbraio 2009 | Whistler        | Canada   | Donne – Singolo  | Natalie Geisenberger Germania                                         | Tatjana Hüfner Germania                                                | Anke Wischnewski Germania                                                        |
| 20-21 febbraio 2009 | Whistler        | Canada   | Uomini – Singolo | David Möller Germania                                                 | Armin Zöggeler Italia                                                  | Felix Loch Germania                                                              |
| 20-21 febbraio 2009 | Whistler        | Canada   | Uomini – Doppio  | André Florschütz Torsten Wustlich Germania                            | Patric Leitner Alexander Resch Germania                                | Andreas Linger Wolfgang Linger Austria                                           |

## Classifiche

### Singolo uomini
| Pos. | Nome            | Nazione  | IGL | SIG | WIN | KÖN | CES | OBE | ALT | CAL | WHI | Totale |
| ---- | --------------- | -------- | --- | --- | --- | --- | --- | --- | --- | --- | --- | ------ |
| 1    | Armin Zöggeler  | Italia   | 3   | 2   | 1   | 1   | 1   | 7   | 1   | 1   | 2   | 786    |
| 2    | David Möller    | Germania | 2   | 3   | 2   | 2   | 4   | 3   | 3   | 11  | 1   | 659    |
| 3    | Jan Eichhorn    | Germania | 4   | 6   | 4   | 5   | 6   | 1   | 5   | 13  | 7   | 506    |
| 4    | Felix Loch      | Germania | –   | –   | –   | 3   | 2   | 2   | 2   | 2   | 3   | 480    |
| 5    | Andi Langenhan  | Germania | 1   | 13  | 5   | 8   | 14  | 8   | 7   | 5   | 5   | 453    |
| 6    | Daniel Pfister  | Austria  | 7   | 7   | 6   | 4   | 3   | 5   | 4   | 4   | DNF | 447    |
| 7    | Albert Demčenko | Russia   | DNF | 1   | 24  | 6   | 5   | 5   | 8   | 3   | 26  | 404    |
| 8    | Johannes Ludwig | Germania | 11  | 9   | 3   | 19  | 13  | 6   | 6   | 23  | 4   | 373    |
| 9    | Viktor Knejb    | Russia   | 5   | 5   | 8   | DSQ | 7   | 11  | 14  | 8   | 4   | 362    |
| 10   | Martin Abentung | Austria  | 8   | 10  | 13  | 13  | 17  | 14  | 10  | 14  | 8   | 296    |

### Singolo donne
| Pos. | Nome                 | Nazione     | IGL | SIG | WIN | KÖN | CES | OBE | ALT | CAL | WHI | Totale |
| ---- | -------------------- | ----------- | --- | --- | --- | --- | --- | --- | --- | --- | --- | ------ |
| 1    | Tatjana Hüfner       | Germania    | 1   | 1   | 2   | 1   | 1   | 1   | 2   | 1   | 2   | 855    |
| 2    | Natalie Geisenberger | Germania    | 2   | 4   | 1   | 2   | 2   | 2   | 1   | 2   | 1   | 785    |
| 3    | Anke Wischnewski     | Germania    | 3   | 3   | 3   | 3   | 8   | 3   | 3   | 4   | 3   | 592    |
| 4    | Nina Reithmayer      | Austria     | 6   | 5   | 6   | 4   | 3   | 6   | 6   | 5   | 6   | 490    |
| 5    | Natalija Jakušenko   | Ucraina     | 8   | 2   | 5   | 7   | 4   | 4   | 5   | 8   | 9   | 484    |
| 6    | Erin Hamlin          | Stati Uniti | 4   | 11  | 8   | 11  | 9   | 24  | 8   | 7   | 5   | 369    |
| 7    | Veronika Halder      | Austria     | 10  | 6   | 11  | 10  | 10  | 14  | 19  | 3   | 8   | 354    |
| 8    | Alex Gough           | Canada      | 39  | 15  | 7   | 9   | 7   | 15  | 10  | 6   | 7   | 317    |
| 9    | Ewelina Staszulonek  | Polonia     | 7   | 18  | 14  | 6   | –   | 8   | 7   | 21  | 12  | 287    |
| 10   | Anna Orlova          | Lettonia    | 9   | 7   | 9   | 23  | 12  | 12  | 24  | 10  | 24  | 276    |

### Doppio
| Pos. | Nome                                      | Nazione     | IGL | SIG | WIN | KÖN | CES | OBE | ALT | CAL | WHI | Totale |
| ---- | ----------------------------------------- | ----------- | --- | --- | --- | --- | --- | --- | --- | --- | --- | ------ |
| 1    | Christian Oberstolz Patrick Gruber        | Italia      | 4   | 1   | 1   | 4   | 1   | 4   | 1   | 1   | 5   | 735    |
| 2    | Patric Leitner Alexander Resch            | Germania    | 5   | 9   | 3   | 1   | 6   | 2   | 2   | 4   | 2   | 629    |
| 3    | Andreas Linger Wolfgang Linger            | Austria     | 2   | 2   | 6   | 3   | 4   | 6   | 3   | 6   | 3   | 590    |
| 4    | Tobias Wendl Tobias Arlt                  | Germania    | 6   | 5   | 4   | 2   | 5   | 1   | 5   | 10  | 16  | 521    |
| 5    | Gerhard Plankensteiner Oswald Haselrieder | Italia      | 1   | 4   | 17  | 6   | 2   | 5   | DNS | 3   | 4   | 504    |
| 6    | Peter Penz Georg Fischler                 | Austria     | 7   | 3   | 19  | 5   | 9   | 9   | 6   | 2   | 8   | 448    |
| 7    | Tobias Schiegl Markus Schiegl             | Austria     | 3   | 7   | 2   | 7   | 8   | 7   | 7   | 5   | DNF | 436    |
| 8    | Mark Grimmette Brian Martin               | Stati Uniti | 11  | 6   | 7   | 8   | 10  | 8   | 10  | 9   | 7   | 371    |
| 9    | Juris Šics Andris Šics                    | Lettonia    | 9   | 11  | 9   | –   | 3   | 11  | 8   | 11  | 6   | 342    |
| 10   | André Florschütz Torsten Wustlich         | Germania    | –   | –   | –   | –   | –   | 3   | 4   | 7   | 1   | 276    |

### Gara a squadre
| Pos. | Nazione     | SIG | WIN | KÖN | OBE | ALT | Totale |
| ---- | ----------- | --- | --- | --- | --- | --- | ------ |
| 1    | Germania    | 2   | 1   | 1   | 1   | 1   | 485    |
| 2    | Austria     | 1   | 2   | 2   | 2   | 7   | 401    |
| 3    | Stati Uniti | 3   | 3   | 6   | 3   | 9   | 299    |
| 4    | Lettonia    | 4   | 4   | 7   | 5   | 5   | 276    |
| 5    | Italia      | 5   | –   | 3   | 4   | 3   | 255    |
| 6    | Slovacchia  | 6   | 5   | 8   | 8   | 4   | 249    |
| 7    | Rep. Ceca   | 7   | 6   | 9   | 10  | 10  | 207    |
| 8    | Romania     | 9   | 7   | 10  | 11  | 8   | 197    |
| 9    | Canada      | –   | –   | 4   | 6   | 2   | 195    |
| 10   | Russia      | DSQ | DSQ | 5   | 7   | 6   | 151    |